# Hjem fra fabrikken
Hjem fra fabrikken er Andreas Odbjergs debutalbum. Det blev udgivet den 4. marts 2022 af Universal Music Group.

## Spor
| #   | Titel                                                | Sangskriver(e)                                            | Producer(e)                 | Længde |
| --- | ---------------------------------------------------- | --------------------------------------------------------- | --------------------------- | ------ |
| 1.  | "Gear" (featuring Philip Owusu og La Classe Moyenne) | Andreas Odbjerg, Philip Owusu, Mads Møller, Thor Nørgaard | Pitchshifters, Owusu        | 3:53   |
| 2.  | "Stempler Ud"                                        | Odbjerg, Daniel Thorup, Møller, Nørgaard                  | Pitchshifters               | 3:19   |
| 3.  | "Velsignelsen" (featuring La Classe Moyenne)         | Thorup, Odbjerg, Møller, Nørgaard, Mads Dyrst             | Pitchshifters, Dyrst        | 4:35   |
| 4.  | "Blev du fanget af noget?"                           | Odbjerg, Møller, Nørgaard, Daniel Scheffmann, Stefan Bøgh | Pitchshifters               | 2:58   |
| 5.  | "Facebook"                                           | Odbjerg, Thorup, Møller, Nørgaard, Dyrst                  | Pitchshifters, Dyrst        | 2:43   |
| 6.  | "Business"                                           | Odbjerg, Thorup, Nørgaard, Møller, Dyrst                  | Pitchshifters, Dyrst        | 3:02   |
| 7.  | "Hjem fra fabrikken"                                 | Odbjerg, Thorup, Rune Borup, Møller, Nørgaard             | Borup, Pitchshifters        | 3:28   |
| 8.  | "Wendy"                                              | Odbjerg, Thorup, Ole Bjórn, Daniel Scheffmann             | Bjørn & Scheffmann          | 4:09   |
| 9.  | "Velkommen tilbage"                                  | Odbjerg, Thorup, Nørgaard, Møller, Dyrst                  | Pitchshifters, Dyrst        | 3:22   |
| 10. | "I morgen er der også en dag"                        | Odbjerg, Bjórn, Scheffmann, Emil Gemmer Schultz           | Bjørn & Scheffmann, Schultz | 3:18   |

## Hitlister

### Ugentlig hitliste
| Hitliste (2022)        | Højeste placering |
| ---------------------- | ----------------- |
| Danmark (Album Top-40) | 1                 |

### Årsliste
| Hitliste (2022) | Placering |
| --------------- | --------- |
| Danmark         | 3         |
| Hitliste (2023) | Placering |
| Danmark         | 32        |
| Hitliste (2024) | Placering |
| Danmark         | 93        |